# Werner H. Greub
Werner Hildbert Greub, ursprünglich Graeub (* 1925 in Feldkirch, Vorarlberg; † 1991)  war ein Schweizer Mathematiker, der sich mit Linearer Algebra und Differentialgeometrie befasste.

## Leben und Werk
Graeub wurde 1949 an der Universität Heidelberg mit der Dissertation Die semilinearen Abbildungen promoviert. Er lehrte als Privatdozent an der Universität Zürich. 1960 ging er in die USA und 1962 an die University of Toronto. Seit dieser Zeit wählte er für seinen Namen die Schreibweise Greub.
Greub schrieb eine Monografie über Lineare Algebra in den Grundlehren der mathematischen Wissenschaften und ein dreibändiges Lehrbuch über Differentialgeometrie mit Ray Vanstone und Stephen Halperin, entstanden über mehrere Jahrzehnte und ursprünglich ein Buchprojekt von Greub mit H. H. Keller in Zürich Ende der 1950er Jahre über Zusammenhangsformen in Faserbündeln.
Er ist nicht mit dem Schweizer Anthroposophen und Gralsforscher Werner Greub (1909–1997) zu verwechseln.

## Schriften
- Die Semilinearen Abbildungen, Sitzungsberichte der Heidelberger Akademie der Wissenschaften 1950 (Dissertation)
- Lineare Algebra, Grundlehren der mathematischen Wissenschaften, Springer Verlag, 1958, 3. Auflage 1967 (englisch, als Linear Algebra)
- Multilinear Algebra, Springer Verlag, 1967, Universitext 1978
- Lineare Algebra, Heidelberger Taschenbücher, Springer Verlag 1976
- mit Stephen Halperin, Ray Vanstone: Connections, Curvature and Cohomology, 3 Bände (Band 1: De Rham Cohomology of Manifolds and Vector Bundles, Band 2 Lie Groups, Principal Bundles and Characteristic Classes, Band 3 Cohomology of principal bundles and homogeneous spaces), Academic Press 1972, 1973, 1976